# Hauptregion Weinviertel

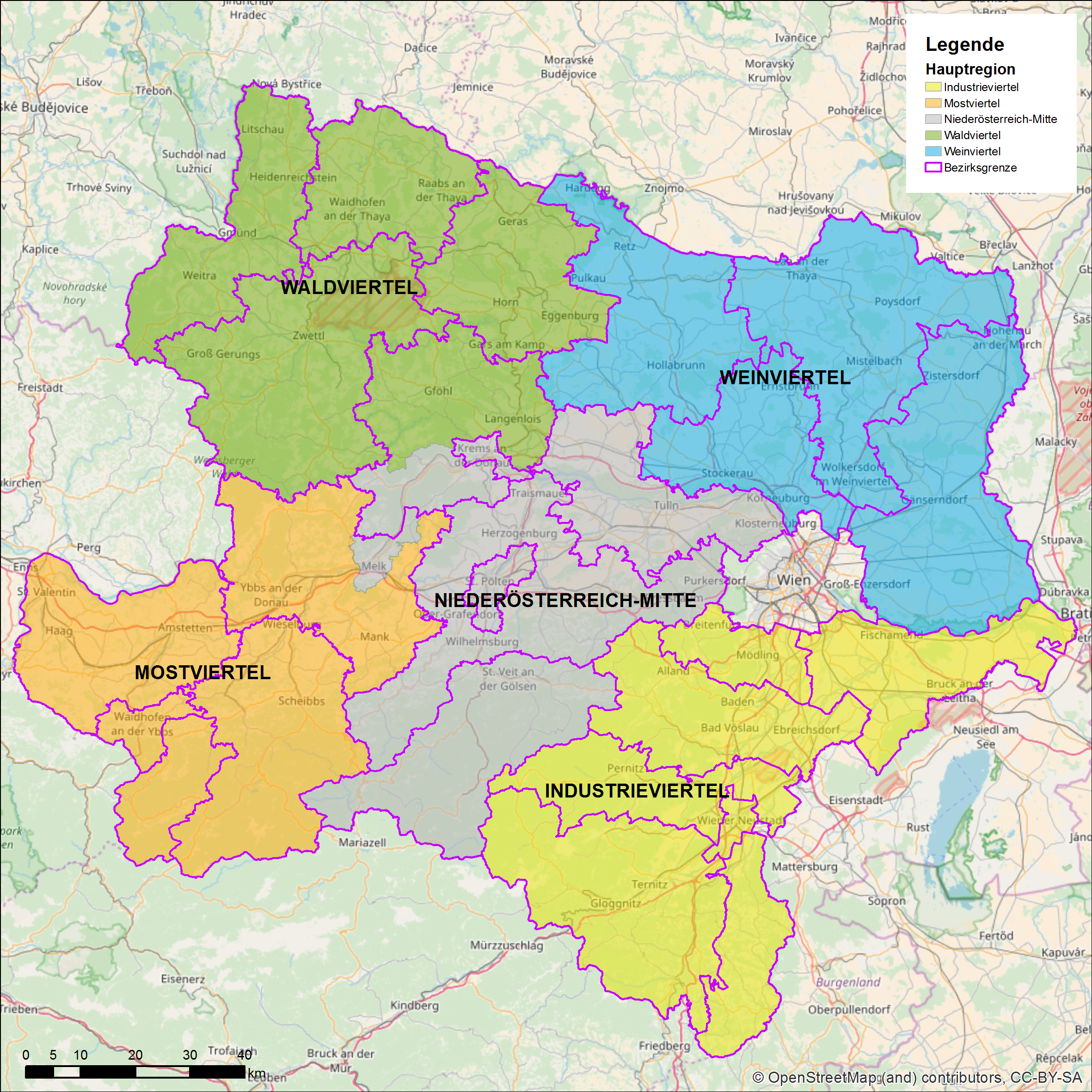
Die Hauptregionen Niederösterreichs

Die Hauptregion Weinviertel ist eine der Hauptregionen (fünf „Viertel“) der Raumplanung Niederösterreichs und ist im Regionalverband Europaregion Weinviertel organisiert, dem Verein der Gemeinden und Gemeindeverbände dieser Gemeinden, der Leader-Regionen und anderer regional wichtiger Vertreter. Sie gehört der Euregio Weinviertel-Südmähren-Westslowakei an.
Im Zuge des EU-Beitritts entstand 1995 der Regionalverband. Seit 2015 ist die operative Arbeit des Verbands auf die neu geschaffene NÖ.Regional des Landes, an der der Regionalverband 6 % hält, übergegangen, mit dem Verein Niederösterreichische Dorf- und Stadterneuerung aller Gemeinden als Partner.
Als solches entspricht die Region dem traditionellen Weinviertel, ohne den Gemeinden des Bezirks Tulln nördlich der Donau und den Gemeinden östlich des Manhartsberges, die zum Bezirk Horn gehören. Zu dieser Hauptregion Weinviertel gehören:
- Bezirke Gänserndorf, Hollabrunn, Korneuburg und Mistelbach (vollständig)

Die Kleinregionen des Weinviertels sind (Stand 2016, mit Nummer):
- Initiative Pulkautal (2, 6 Gemeinden)
- Retzer Land (14, 7 Gemeinden)
- Weinviertler Dreiländereck (16, 11 Gemeinden)
- Landschaftspark Schmidatal (17, 4 Gemeinden)
- Land um Hollabrunn (20, 6 Gemeinden, 2016 aufgelöst)
- Leiser Berge–Mistelbach (33, 6 Gemeinden)
- Südliches Weinviertel (35, 13 Gemeinden)
- 10 vor Wien (44, 10 Gemeinden)
- Land um Laa (46, 11 Gemeinden)
- RV March-Thaya-Auen (47, 6 Gemeinden)
- Region um Wolkersdorf (48, 6 Gemeinden)
- Region Marchfeld (56, Gemeinden)
- Maissau und Mühlbach am Manhartsberg gehören zur Kleinregion Manhartsberg (58, 8 Gemeinden) in der Hauptregion Waldviertel
- Stetteldorf am Wagram gehört zur Region Wagram (24, 9 Gemeinden), die hauptsächlich zu NÖ-Mitte gehört.

Im Naturschutzkonzept Niederösterreich gliedert sich die Hauptregion in die Regionen
- 6, Hochland bei Hardegg und östliches Thayatal
- 7, Nordwestliches Weinviertel,
- 8, Nordöstliches Weinviertel,
- 9, Südwestliches Weinviertel,
- 10, Südöstliches Weinviertel und
- 11, Donau-March-Thayaauen und Marchfeld.

Die Natura 2000-Gebiete in Niederösterreich werden jeweils zur Gänze einer der fünf Hauptregionen des Landesentwicklungskonzeptes zugeordnet und im Rahmen einer strukturierten Vorgangsweise nach einem einheitlichen Schema abgestuft bearbeitet. In der Hauptregion Weinviertel bestehen folgende Europaschutzgebiete:
| Typ               | Nr.       | Name                         | Managementplan                                                                                |
| ----------------- | --------- | ---------------------------- | --------------------------------------------------------------------------------------------- |
| FFH-Gebiet        | AT1202000 | March-Thaya-Auen             | Managementplan Europaschutzgebiete „March-Thaya-Auen“                                         |
| Vogelschutzgebiet | AT1202V00 | March-Thaya-Auen             | Managementplan Europaschutzgebiete „March-Thaya-Auen“                                         |
| FFH-Gebiet        | AT1206A00 | Weinviertler Klippenzone     | Managementplan Europaschutzgebiet „Weinviertler Klippenzone“                                  |
| FFH-Gebiet        | AT1208A00 | Thayatal bei Hardegg         | Managementplan Europaschutzgebiet „Thayatal bei Hardegg“                                      |
| FFH-Gebiet        | AT1209A00 | Westliches Weinviertel       | Managementplan Europaschutzgebiete „Westliches Weinviertel“                                   |
| Vogelschutzgebiet | AT1209000 | Westliches Weinviertel       | Managementplan Europaschutzgebiete „Westliches Weinviertel“                                   |
| FFH-Gebiet        | AT1213000 | Pannonische Sanddünen        | Managementplan Europaschutzgebiete „Pannonische Sanddünen“ und „Sandboden und Praterterrasse“ |
| Vogelschutzgebiet | AT1213V00 | Sandboden und Praterterrasse | Managementplan Europaschutzgebiete „Pannonische Sanddünen“ und „Sandboden und Praterterrasse“ |
| FFH-Gebiet        | AT1215000 | Bisamberg                    | Managementplan Europaschutzgebiet „Bisamberg“                                                 |